# Odorrana nanjiangensis
Odorrana nanjiangensis es una especie de anfibio anuro de la familia Ranidae.

## Distribución geográfica
Esta especie es endémica del centro de la República Popular China. Habita:
- en el extremo sur de la provincia de Gansu;
- en el extremo suroeste de la provincia de Shaanxi;
- en el noreste de la provincia de Sichuan.[4]

## Descripción
Esta especie mide de 50 a 60 mm para los machos y de 57 a 84 mm para las hembras.

## Etimología
Su nombre de especie, compuesto de nanjiang y el sufijo latín -ensis, significa "que vive en, que habita", y se le dio en referencia al lugar de su descubrimiento, el condado de Nanjiang de Sichuan.

## Publicación original
- Fei, Ye, Xie & Jiang, 2007 : A new Ranidae frog species from Sichuan, China Odorrana (Odorrana) nanjiangensis (Ranidae: Anura). Zoological Research, Kunming, vol. 28, p. 551-555.[5]